# Персијска архитектура
Персијска архитектура и уопште Персија као држава Индоевропљана који су продрли преко кавказких превоја и Иранске висоравни, као ново царство у настајању после рушења Вавилона 539. п. н. е. обележава завршну фазу самосталне цивилизације у месопотамији. Архитектура је једно поље у којем је Иран имао дуго раздобље у историји. Главне врсте архитектуре су ту палата и касније џамија. Архитектура употребљава много симболике и чисте форме. Планови су основани на често симетричним плановима правоугаоника надворија и ходника. Персијска архитектура и уметност направила је велики утицај на уметност старих цивилизација.

## Историјски преглед
Већ пре 3.000 година п. н. е. на територији Елама настала је прва западоиранска држава углавном у долинама великих река Карха и Каруна. Најстарији становници су ту били од 4.000 год. п. н. е. племена Еламита, Касита и др. Прва племена која су говорила Ирански су се појавила пре око 1.000 година п. н. е. под именом Меди који су били настањени у области Парс или грчки Персиси и били су познати под именом Персианаца. У 6. веку п. н. е. персијски краљ Кир II је основао царство Ахеменида (Ахеменидско царство). Персијјанци су завладали Медијском Империјом као и Малом Азијом, Месопотамијом Египтом и за време Дарија I (529. – 486. п. н. е. били су ту припојени и неки крајеви Индије. Године 500. – 449. п. н. е. били су Грчко- Персијски ратови а 331. године. П. н. е. Александар Македонски је савладао Империју Ахеменидоваца. Затим је Персија постала део империје Селуковаца и под владом Арасковаца је Партска Империја водила сталне ратове са Римљанима али је у 2. веку пропала и у првој половини 3. века је обновљена под Сасанидима (Сасанидско царство). Рана феудална држава је у половини 7. века била разорена од Арабљана од којих су Иранци примили ислам.

## Карактеристике
Персијанци су прошли кроз велике тешкоће пре него су основали своју цивилизацију оснивањем династије Ахеменида у 6. веку п. н. е. највеће царство западне Азије које је повезано са славом Кира, Дарија и Ксеркса који су оснивали краљевске градове Пасаргаде, Персепоља, Сузу у раскоши од камена са сјајем и украсима на уздигнутим вештачким терасама са ходницима, ступовима и анабансима, великим покривеним дворанама са стубпвима. Ова уметност представља спој доприноса различитих стилова у уметности и архитектури који су прилагођени раскоши и инспирисани су како египатском тако и асирском уметношћу и архитектуром. Стубови са капителим у облику палми пренесени су из архитектуре у Египту. Капители са згрченим фигурама бикова представљају даљу разраду у капитеима из архитектуре асирске уметности. Овом умертношћу инспирисани су и велики барељефи исклесани у камену и рељефне опеке који представљају победе и знамените личности и догађаје у војним подвизима и подухватима, новину представља смиренији начин изражавање у стилизацији и складном пластичном ритмизирању.. Вавилонским творевинама инспирисани су и “бесмртни” стрелци из монументалних фризова Даријеве палате у Сузи од обојених опека. Персијска архитектура је употребљавала много декоративних елемената који су били израђени без обзира колико се били велики и ова љубав према декорацији потиче из номадска природе какви су били Персијанци те тако нема никакве разлике међу украшаванјем капитела и ситног златарског накита који је израђиван и представља такође велики допринос у уметности Персије. Персијско царство је желело да настави свој експанзионистички поход преко мора и сукобило се са западом али се копну код Палетеје 479. п. н. е. После освајања Александра Македонског 331. п. н. е. долази до краја ове уметности која бива подвргнута инфилтрацијама са запада прво Грчке а затим и Рима.

## Галерија
- Реконструкција крова хале у Персполису из 1884. године
- Реконструкција хале у Персеполису
- Хала 100 ступова у Персеполису
- Детаљ кровне конструкције у персеполису- реконструкција
- Капија у Персеполису
- Сфинга на палати у Сузи
- Фриз стрелаца на палати у Сузи Лувр- Париз
- Палата Даријуса у Персеполицу
- Руине Персеполиса
- Персеполис из птичије перспективе реконструкција из 1884. године
- Капители са мотивима згрчених бикова са палате Артаксериксеса Лувр Парис
- Персеполис 2005.